# Григорій (Планчак)
Григо́рій (Рома́н) Планча́к (о. Антоній Григорій; нар. 16 травня 1960, Прнявор, Югославія) — ієромонах, колишній ігумен Монастиря святого Теодора Студита УГКЦ у селі Колодіївці Тернопільського району Тернопільської області.

## Життєпис
Роман Планчак народився 16 травня 1960 року в місті Прняворі Республіки Боснії і Герцеговини (Югославія).
Влітку 1979 року вступив до монастиря оо. Василіян у м. Кулі (Сербія, Югославія). Восени 1979 року був покликаний до військової служби в місті Сараєво. У грудні 1980 року повернувся після закінченої військової служби у монастир до міста Кула. У січні 1981 року, з благословення настоятелів, переїхав до монастиря св. Йосафата в м. Ґлен-Коув (Лонг-Айленд, штат Нью-Йорк, США), де протягом двох років відбув новіціят. З 1983 по 1990 рік проходив філософські та богословські студії в Римі. Богословські студії закінчив у Папському Григоріанському університеті, а ліценціят з Патристичної духовності — в Папському східному інституті.

## Церковна служба
У Римі 1 січня 1988 року склав схиму, а 29 травня того ж року в Соборі Святого Петра одержав священничі свячення з рук папи Римського Івана Павла ІІ. У січні 1991 року повернувся в Україну, де виховував кандидатів і новиків як соцій магістра в монастирі отців Василіян у селі Крехові. Восени 1992 року, за рішенням Провінційної та Генеральної Рад оо. Василіян призначений ігуменом і парохом монастиря у Кулі (Югославія).
Упродовж 1995–1996 років був духівником Семінарії та Катехитичного інституту в Івано-Франківську. В 1995 році в Івано-Франківську за благословенням Кир Софрона Дмитерка заснував нову монашу спільноту братів і сестер. Влітку 1996 року о. Григорій з братією розпочав нове життя в Монастирі св. Теодора в с. Колодіївці Тернопільського району Тернопільської області.
3 травня 1997 року Архимандрит Кир Любомир Гузар видав грамоту, якою єромонаха Григорія (Планчака) затверджено ігуменом Монастиря святого Теодора Студита та надано йому всі права намісника, за типиконом Студійського уставу. Влітку 1997 року заснував Монастир сестер «Введення в храм Пресвятої Богородиці» в смт Великих Бірках Тернопільського району Тернопільської області.
Проводив духовні науки і реколекції, займався екзорцизмом. Був духовним Старцем для багатьох монахів та монахинь і прикладом досконалого життя для Бога.
Наприкінці квітня 2017 року Синод єпископів Києво-Галицького Верховного Архиєпископства УГКЦ прийняв Заяву з приводу «об'явлень» с. Марії Баран, які поширює о. Антоній Григорій Планчак [Архівовано 8 травня 2017 у Wayback Machine.].
9 лютого 2018 року папа Римський Отець Франциск затвердив декрети Архиєпископа і Митрополита УГКЦ Василя (Семенюка) про видалення з монашого стану о. Григорія Планчака та інших восьми монахів. Згідно з нормами церковного права УГКЦ, отець Планчак не має права священнодіяти, не може служити Божественної Літургії, уділяти Святі Таїнства та здійснювати інші богослужіння у храмі чи поза ним, зокрема звершувати будь-які прилюдні моління за хворих, екзорцизми чи подібні практики.